# Albert Memorial

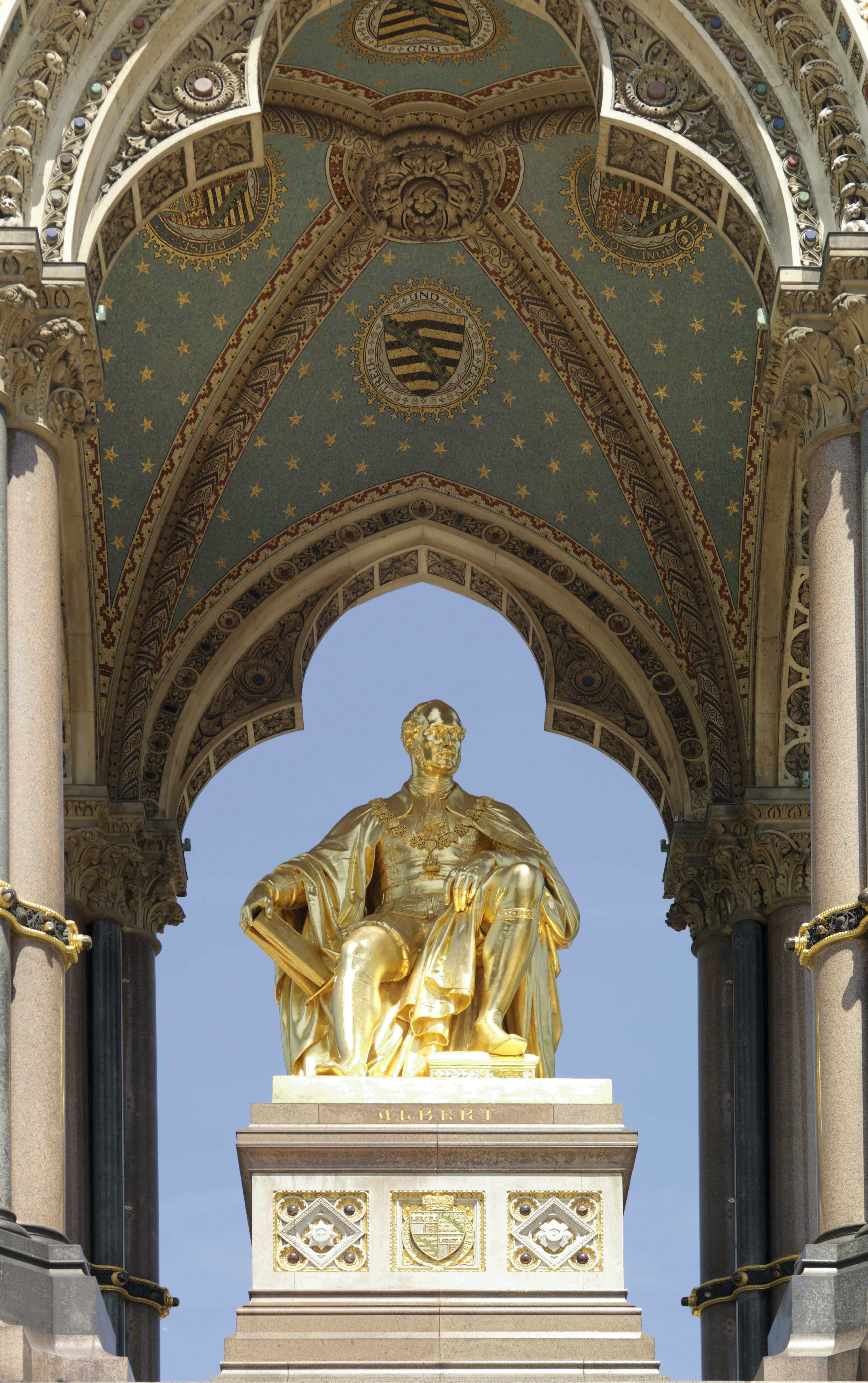
Posąg księcia Alberta w Albert Memorial

Albert Memorial – pomnik Alberta, męża królowej brytyjskiej Wiktorii, znajdujący się w parku Kensington Gardens w Londynie, dzieło architekta George’a Gilberta Scotta.
Gdy w 1861 r. zmarł książę Albert, powstała inicjatywa zebrania funduszy w celu jego upamiętnienia. Królową Wiktorię, wdowę po zmarłym Albercie, poproszono o dokonanie wyboru projektu. Powołany przez nią komitet zaprosił do konkursu kilku architektów, a królowa wybrała spośród nich ten, którego autorem był George Gilbert Scott. Królewskie Towarzystwo Sztuki zbierało fundusze w całym kraju, kwotę 50 000 funtów przyznał brytyjski parlament. W lipcu 1872 r. ukończono prace nad częścią pomnika (bez posągu księcia Alberta), a autor jego projektu został przez królową nobilitowany. Posąg Alberta został umieszczony wewnątrz dopiero w 1876 r. – figurę wykonał John Henry Foley. Koszt wykonania całości wyniósł 120 000 funtów.
Pomnik wykonany został w stylu neogotyckim. Czterometrowy posąg księcia znajduje się pod strzelistym baldachimem ozdobionym mozaikami i zwieńczonym krzyżem. Cały, kilkustopniowy pomnik ma 53 metry wysokości. W zewnętrznych narożnikach jego podstawy znajdują się cztery potężne marmurowe rzeźby – grupy kobiet z wierzchowcami, symbolizujące cztery kontynenty: Europy, Azji, Afryki i Ameryki (dłuta różnych autorów – podobnie zresztą jak i inne posągi znajdujące się na pomniku). Schody prowadzą do właściwej podstawy pomnika, którą otacza fryz z kilkuset postaciami naturalnych rozmiarów: malarzy, architektów, muzyków i poetów oraz rzeźbiarzy. Powyżej, w narożach tej podstawy, znajdują się cztery kolejne marmurowe rzeźby, które przedstawiają cztery gałęzie gospodarki: rolnictwo, rzemiosło, handel i budownictwo. Posąg księcia wykonany jest z brązu i przedstawia go siedzącego, z katalogiem Wielkiej Wystawy w ręku. Otaczające go filary, podtrzymujące baldachim, ozdobione są posągami przedstawiającymi gałęzie nauki. Mozaiki zdobiące baldachim przedstawiają ponownie gałęzie sztuki, powyżej znajdują się kolejne brązowe posągi przedstawiające personifikacje cnót ludzkich. Szczyt iglicy zdobią figury ośmiu aniołów, a nad nimi wznosi się inkrustowany krzyż.
Pomnik wyrażać miał nie tylko podziękowanie za zasługi Alberta, ale także symbolizować potęgę brytyjskiego imperium. Kształt baldachimu wyraźnie nawiązuje do strzelistych gotyckich iglic („krzyży Eleonory”), jakie król Anglii Edward I kazał wystawić w dwunastu miejscach, w których zatrzymywała się na noc trumna z ciałem jego żony Eleonory. Albert Memorial, wypełniony setkami zdobień i rzeźb, posunął jednak ideę krzyży Eleonory do granic niedorzeczności. Jednocześnie stanowi doskonały symbol architektury epoki wiktoriańskiej.
W latach 90. XX wieku dokonano kosztem 11 mln funtów kompleksowej restauracji pomnika.